# أدريانا أوجارت
أدريانا أوجارت (بالإسبانية: Adriana Ugarte)‏ هي ممثلة إسبانية، ولدت في 17 يناير 1985 بمدريد في إسبانيا.

## وصلات خارجية
- أدريانا أوجارت على موقع IMDb (الإنجليزية)
- أدريانا أوجارت على موقع ألو سيني (الفرنسية)
- أدريانا أوجارت على موقع أول موفي (الإنجليزية)
- أدريانا أوجارت على موقع قاعدة بيانات الفيلم (الإنجليزية)
- أدريانا أوجارت على موقع كينوبويسك (الروسية)